# Annabel Lamb

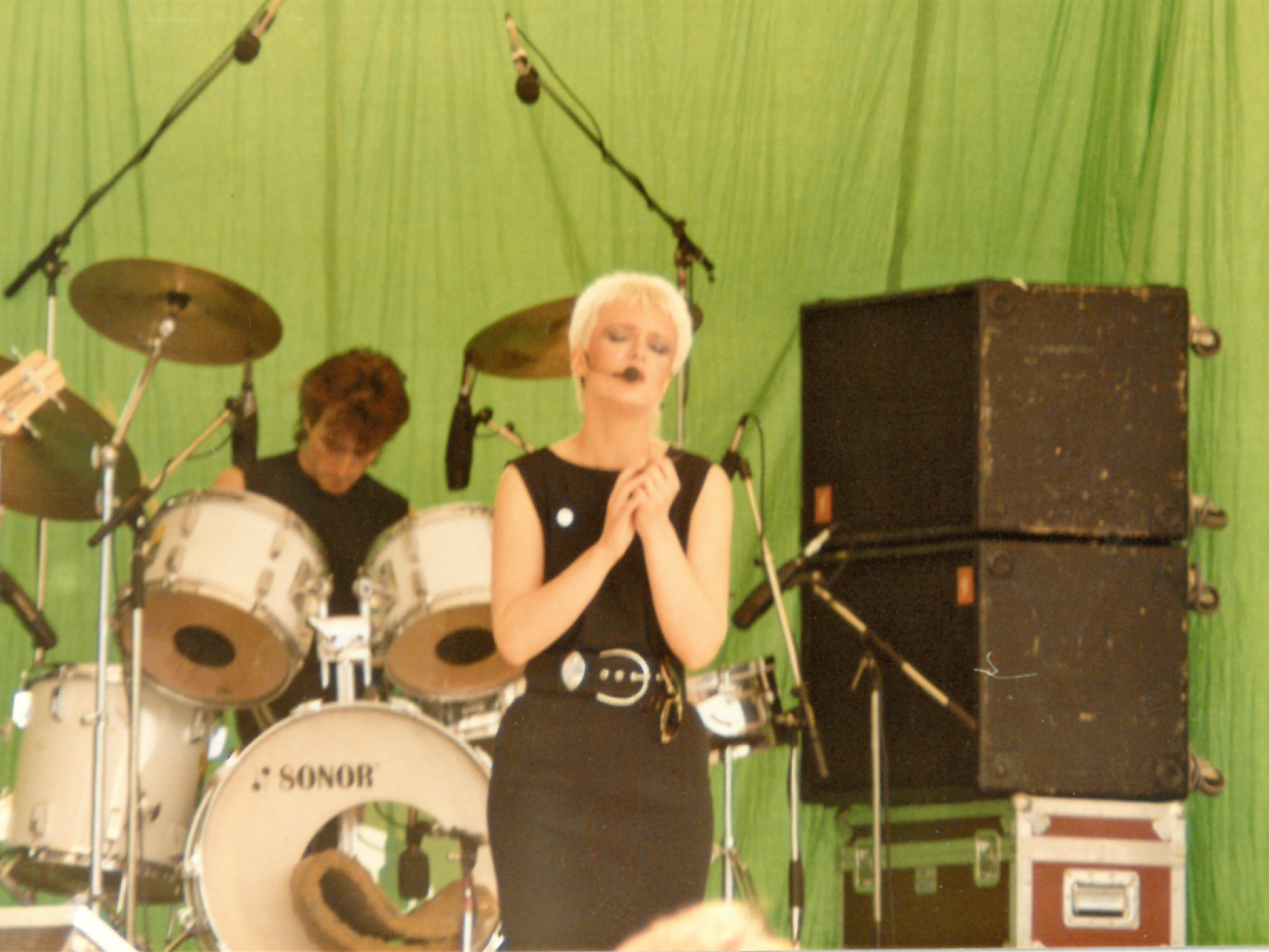
Annabel Lamb beim Kalvøyafestivalen 1984.
Photo: Bjarte Hetland

Annabel Lamb (* 28. September 1955 in Surrey, England) ist eine britische New Wave Sängerin und Songwriterin.

## Biografie
Mit 15 Jahren spielte Annabel Lamb als Sängerin und Keyboarderin in ihrer ersten Rockband. Bis dahin hatte sie bereits selbst Songs geschrieben.
Mit 20 Jahren heiratete sie und wurde Krankenpflegerin. In dieser Zeit trat die Musik in den Hintergrund, obwohl sie mit ihrer alten Band weiterhin Konzerte spielte. Sie arbeitete auch weiter an ihren Songs.
1980 nahm sie mehrere Demos mit dem Produzenten Wally Brill auf, der später das Album Once Bitten produzierte.
1983 hatte Lamb ihren ersten Hit mit einer Coverversion von Riders on the Storm von The Doors. Sie spielte den Song im gleichen Jahr bei Top of the Pops. Im gleichen Jahr veröffentlichte Lamb ihr Debütalbum Once Bitten.
Bis 1993 brachte sie fünf weitere Studioalben heraus.

## Diskografie

### Studioalben
- 1983: Once Bitten
- 1984: The Flame
- 1986: When Angels Travel
- 1987: Brides
- 1988: Justice
- 1993: Flow

### Compilations
- 1988: Heartland

### Live-Alben
- 2005: 1983–1984 Live